# Большой Самовец (Воронежская область)
Большой Самовец — село в Эртильском районе Воронежской области.
Административный центр Самовецкого сельского поселения.

## География
Село расположено у слияния рек Битюг и Самовец (Самовочка).

### Улицы
| - ул. Заречная, - ул. Зелёная, - ул. Лесная, - ул. Ленина - ул. Набережная, | - ул. Речная, - ул. Садовая, - ул. Северная, - ул. Солнечная, - ул. Школьная. |

## История
Основано крестьянами-однодворцами в начале 18 века, по документам известно с 1706 года.
На карте Воронежской провинции (1724 г.) (геодезисты Корней Бородавкин и Никита Сомароков) обозначена как населенный пункт с церковью .
В  1797—1861  годы  — центр  экономической или казённой волости ), как экстерриториальный орган власти над  однодворцами (государственными крестьянами).
В 1858 году построена деревянная Димитриевская церковь. В 1900 году в селе имелись 4 общественных здания, земская школа, кирпичный завод, 4 мелочных, 2 чайных и 2 винных лавки.
Входило в состав Демшинского и Бобровского уездов (1779—1923), а также Усманского уезда (1923—1928) Воронежской губернии, Центрально-Чернозёмной области (1928—1934), Воронежской области (с 1934 года по настоящее время).

## Население
Численность населения:
- 1859 — 1727 чел.[4],
- 1900 — 2860 чел.[4],
- 1926 — 1229 чел.[5],
- 2007 — 839 чел[4].

| 1859 | 1897  | 2000  | 2002 | 2010 |
| ---- | ----- | ----- | ---- | ---- |
| 1727 | ↗2921 | ↘1080 | ↘943 | ↘719 |

### Известные люди
Уроженцами являются художники А. П. Давыдов, Е. С. Остапова, Н. И. Попов, историк К. А. Пищулина, полный кавалер Ордена Славы И. Д. Рудницких, а также писатели В.Лыков и В. А. Мальцев.
Село родина Героя Советского Союза  Н. И. Попова.

## Инфраструктура
На территории села имеются 2 церкви, 6 магазинов, кафе, бар, школа и гостиница 